# Pære
 Denne artikel omhandler planteslægten Pære. Opslagsordet har også en anden betydning, se glødepære.
Slægten Pære (Pyrus) består af løvfældende, ofte tornede træer eller store buske. Bladene er enkle med savtakket eller tandet rand. Blomsterne sidder i halvskærme på korte dværgskud. Frugten er rund-pæreformet og indeholder stenceller i frugtkødet. Slægten er udbredt fra Syd- og Sydøsteuropa over Lilleasien, Kaukasus og Alborz til Himalaya, Kina og Østasien. Her nævnes kun de arter, som dyrkes i danmark.

## Verdensproduktion
| Top 10 producenter af Pære 2018 | Top 10 producenter af Pære 2018 |
| Land                            | Produktion (Ton)                |
| ------------------------------- | ------------------------------- |
| Kina                            | 16.078.000                      |
| USA                             | 730.740                         |
| Italien                         | 716.821                         |
| Argentina                       | 565.697                         |
| Tyrkiet                         | 519.451                         |
| Holland                         | 402.000                         |
| Sydafrika                       | 397.555                         |
| Belgien                         | 369.506                         |
| Spanien                         | 332.319                         |
| Indien                          | 318.000                         |

## Arter

### Udvalgte arter
- Kinapære (Pyrus calleryana)
- Almindelig pære (Pyrus communis)
- Snepære (Pyrus nivalis)
- Japanpære (Pyrus pyrifolia)
- Pilebladet pære (Pyrus salicifolia)

### Danske arter
Arter af pære i Danmark:[kilde mangler]
- Pyrus amygdaliformis (spinosa)
- Pyrus amygdaliformis var. persica (persica)
- Pyrus betutifolia
- Pyrus calleryana
- Pyrus calleryana var. fauriei (fauriei)
- Pyrus x canescens (nivalis x salicifolia)
- Almindelig pære
- Pyrus communis var. pyraster (pyraster)
- Pyrus lindleyi
- Pyrus pyraster (communis ssp. achras)
- Pyrus salicifolia
- Pyrus salicifolia 'Pendula'
- Pyrus ussuriensis
- Pyrus ussuriensis var. hondoensis,

### Andre arter
| - Pyrus armeniacifolia - Pyrus betulifolia - Pyrus boissieriana - Pyrus cordata - Pyrus cossonii - Pyrus dimorphophylla - Pyrus elaeagrifolia - Pyrus fauriei - Pyrus gharbian | - Pyrus glabra - Pyrus hondoensis - Pyrus koehnei - Pyrus korshinskyi - Pyrus mamorensis - Pyrus pashia - Pyrus pseudopashia - Pyrus regelii - Pyrus sachokiana | - Pyrus spinosa - Pyrus syriaca - Pyrus taiwanensis - Pyrus trilocularis - Pyrus turcomanica - Pyrus ussuriensis - Pyrus xerophila |

## Note
1. ↑  Food and Agriculture Organization of The United Nations. "FAOSTAT" (engelsk). Hentet 20. oktober 2020.
2. ↑  GRIN: Species Record for Pyrus